# Фуенте Обехуна
Фуенте Обехуна (на испански: Fuente Obejuna) е населено място и община в Испания. Намира се в провинция Кордоба, в състава на автономната област Андалусия. Общината влиза в състава на района (комарка) Вале дел Гуадиято. Заема площ от 592 km². Населението му е 5225 души (по преброяване от 2010 г.). Разстоянието до административния център на провинцията е 98 km.

## Демография
| 1996 | 1998 | 1999 | 2000 | 2001 | 2002 | 2003 | 2004 | 2005 | 2006 |
| ---- | ---- | ---- | ---- | ---- | ---- | ---- | ---- | ---- | ---- |
| 9711 | 9695 | 6032 | 5890 | 5817 | 5743 | 5615 | 5530 | 5434 | 5409 |

## Побратимени градове
- Франция Карбон (Франция)